# Шуба Ярослав Михайлович
Ярослав Михайлович Шуба (18 травня 1955, Ключарки, УРСР) — український науковець у галузі електрофізіології і біофізики мембран, доктор біологічних наук, професор, академік Національної Академії Наук України , член Європейської Академії (Academia Europaea), член Наукового комітету Національної ради України з питань розвитку науки і технологій. Завідувач відділу нервово-м'язової фізіології Інституту фізіології імені О. О. Богомольця НАН України, заступник директора Міжнародного центру молекулярної фізіології НАН України, професор Київського національного університету імені Тараса Шевченка, Київського політехнічного інституту, Києво-Могилянської академії та Київського академічного університету. Відомий дослідженнями іонних каналів мозку, серця, сечостатевої системи.

## Біографія
Ярослав Шуба народився на Закарпатті, в селі Ключарки біля Мукачевого у родині відомого в подальшому українського фізіолога і біофізика, академіка НАН України Михайла Шуби і його дружини Шуби (Семенович) Єлизавети Петрівни. Більшу частину дошкільного періоду прожив у Ключарках з дідусем і бабусею за матір'ю оскільки батькам, на той час молодим аспірантам родом із Закарпаття, які розпочинали свою наукову кар'єру в Києві, доводилося поневірятися по гуртожитках. В середню школу пішов у Києві у 1962 р. і з того часу його життя і діяльність пов'язані з цим містом.
У 1972 році поступив до радіофізичного факультету Київського державного університету, який закінчив 1977 року за спеціальністю "радіофізика і електроніка". Працював інженером в Інституті фізики АН УРСР. 1980 року поступив до аспірантури новоствореної кафедри мембранної біофізики Київського відділення МФТІ, ставши першим аспірантом цієї кафедри. Наукову роботу виконував на базі Інституту фізіології ім. О.О. Богомольця АН УРСР (НАН України) під керівництвом видатного українського фізіолога, академіка П.Г. Костюка. У 1983 році захистив дисертацію кандидата біологічних наук на тему «Вплив хелаторів кальцію на селективні властивості потенціалзалежних кальцієвих каналів», у 1991 — дисертацію доктора біологічних наук на тему «Потенціалзалежні кальцієві канали: типи, властивості, фармакологія і регуляція». У 2004 р. отримав вчене звання професора за спеціальністю "біофізика".
У 1988–1989 роках стажувався у лабораторії II Фізіологічного інституту Саарландського університету (Гомбург, Німеччина) під керівництвом професора Вольфганга Траутвайна, де досліджував механізми бета-адренергічної регуляції кальцієвих каналів у серці. Ці ж дослідження продовжив у 1991–1993 роках працюючи запрошеним науковцем в Університеті Далгаузі в Галіфаксі, Канада. З 1993 до 1996 року був асоційованим професором в Джорджтаунському університеті, у Вашингтоні, США, де разом з професором Мартіном Морадом досліджував регуляцію серцевого натрій-кальційового обмінника і фармакологію калієвих каналів кардіоміоцитів.
З 1997 року — провідний науковий співробітник, з 2006 — завідувач лабораторії Інституту фізіології імені О.О. Богомольця. З 1993 року також очолює дослідницьку групу Міжнародного центру молекулярної фізіології (МЦМФ) НАН України, а з 2007 року — заступник директора МЦМФ. З 2007 року — завідувач відділу нервово-м'язової фізіології Інституту фізіології імені О. О. Богомольця.
З 1998 року Шуба плідно співпрацює з лабораторією клітинної фізіології INSERM, Університету науки та технології Лілль I (Франція) по з'ясуванню участі іонних каналів і змін кальцієвого гомеостазу в злоякісному переродженні клітин.

## Наукова діяльність
Предметом наукового інтересу Шуби Я.М. є іонні канали і мембранні рецептори в різних типах клітин, а також зміни у їх роботі при різних патологіях. Іонні канали - це білкові молекули в клітинній мембрані, які при своїй активації різноманітними фізико-хімічними стимулами забезпечують перерозподіл фізіологічних іонів Na+, K+, Ca2+, Cl- між цитоплазмою і зовнішньоклітинним простором. Такий перерозподіл у свою чергу лежить в основі генерації клітинами електричних імпульсів та внутрішньоклітинних сигналів, необхідних для активації клітинних функцій (скорочення, секреція, експресія генів, тощо). Іонні канали є мішенями терапевтичної дії багатьох лікарських препаратів. В своїх дослідженнях Шуба Я.М. вперше показав, що селективність кальцієвих каналів регулюється самими іонами кальцію і за відсутності останніх ці канали стають проникними для натрію, описав гетерогенність типів нейрональних кальцієвих каналів, визначив роль G-білків в передачі стимулюючого впливу від бета-адренорецептора до кальцієвого каналу в серці, з'ясував механізми бета-адренергічної регуляції серцевого натрій-кальцієвого обмінника та фармакологічної регуляції серцевих калієвих каналів, визначив канцерогенний потенціал низки кальцій- та хлорпроникних каналів в злоякісно перероджених клітинах. Його дослідження мають пряме відношення до таких патологій, як серцева недостатність та серцеві аритмії, епілепсія та рак простати.
У червні 2007 року виступав із запрошеною доповіддю на симпозіумі «Принципи кальцієвої сигналізації» (MDIBL, USA). У червні 2008 року організував у Києві представницький міжнародний симпозіум «Кальцієві канали Т-типу: від відкриття до каналопатологій, 25 років досліджень».
За даними міжнародної наукометричної бази даних Scopus станом на лютий 2016 року Ярослав Шуба має 140 наукових публікацій, його індекс Гірша дорівнює 30. За рейтингом Національної бібліотеки України ім. В. Вернадського він займає 10-те місце за індексом цитування серед усіх українських вчених і 5-те місце - серед науковців у галузі медицини і наук про життя. У березні 2018 р. Я.М. Шуба був обраний членом-кореспондентом, а у травні 2021 р. - академіком Національної Академії Наук України по Відділенню біохімії, фізіології та молекулярної біології із спеціальності "біофізика мембран". У 2022 р. був обраний членом Європейської Академії (Academia Europaea).
У вільний час захоплюється інженерним дизайном та автомобільною технікою. Автор нової, запатентованої у США, концепції роторного двигуна внутрішнього згоряння - Shuba engine.

## Членство в наукових товариствах
- Віце-президент Українського біофізичного товариства[12]
- Член Українського товариства нейронаук.

## Нагороди
- Державна премія України в галузі науки і техніки (2003) — за роботу «Синаптична передача сигналів в нервовій системі: клітинні і молекулярні механізми та шляхи корекції їх порушень»
- Премія НАН України імені П. Г. Костюка (2013) — за цикл праць «Іонні канали плазматичної мембрани»
- Премія НАН України імені О. О. Богомольця (2021) — за  цикл праць «Мембранні механізми нормальної і патологічної функції збудливих і незбудливих клітин»

## Наукові публікації
- Шуба, Я. М. (2010). Основи молекулярної фізіології іонних каналів: навчальний посібник для студентів вищих навчальних закладів (PDF). К.: Наукова думка. с. 446. ISBN 978-966-00-1042-0.